# 함신익
함신익(咸信益, 1957년 10월 27일 ~ )은 대한민국의 오케스트라 지휘자이다. 서울특별시에서 태어나 경신 고등학교, 건국대학교 음악교육학과를 졸업하고 1982년에 미국으로 건너가 라이스 대학교 석사와 로체스터 대학교 이스트만 음대에서 지휘과 박사과정을 수료했다.1991년 폴란드의 피텔베르크 국제 지휘자 콩쿨에서 은상을 수상했고, 이듬해 밀브룩 관현악단 상임 지휘자와 퍼시픽 대학교 지휘 교수로 부임했다.1995년에는 한국인 최초로 예일 대학교 음악대학 지휘학과 교수가 되었다.
미국을 중심으로 에벌린 필하모닉 오케스트라, 그린베이 교향악단의 상임 지휘자와 예일 교향악단 음악 감독, 폴란드의 실레시아 오페라단 수석 객원 지휘자로 활동하고 있으며, 예일 대학교 음악대학 지휘과 교수로도 재직하고 있다. 2001년~2006년까지 대전 시립 교향악단의 상임 지휘자로 부임하였다. 2010년부터 2012년까지 KBS 교향악단의 상임지휘자로 취임했다. 2014년 기준으로, 혁신적인 재원 지원 정책 및 경영 방침을 근간으로 한 함신익의 심포니 송(Symphony S.O.N.G; Symphony Orchestra for the Next Generation) 오케스트라를 창단 후 창단연주회를 2014년 8월 23일 예술의 전당에서 개최하였다.
1995년 해외 음악활동의 공로를 인정받아 화관문화훈장을 수여받았고, 2003년에는 자서전 '다락방의 베토벤 을 출간하기도 했다. 예일 대학교 음악대학 지휘과 교수로 재직하면서 세계적인 지휘자들을 배출해냈으며, 그 중 싱가폴 출신의 Darrell Ang은 2007년도 브장송 국제지휘콩쿨에서 우승하였다.

## 학력
- 경신고등학교
- 건국대학교 음악교육학과 학사
- 미국 Rice University 지휘과 석사
- 미국 Rochester University Eastman School of Music 지휘과 박사과정 수료

## 활동
함신익은 Robert Schumann Orchestra, 아비뇽 오케스트라, Malaga Symphony, North Czech Philharmonic, 광쩌우 심포니, 상하이 심포니, 우루과이 국립 오페라, 브라질의 포르투 알레그리 등 각국의 대표적 오케스트라에서 그 예술성과 리더십을 인정 받고 있다.
그는 예일대 지휘과 교수로 1995년 이래 재직중이고, 대전시립교향악단 (2001-2006) 과 KBS 교향악단 (2010- 2012)의 상임 지휘자를 역임하였다. 미국에서는 Abilene Philharmonic과 Tuscaloosa Symphony의 음악감독으로 각 10여 년간 재직하였다. 또, Green Bay Symphony와 Milbrook Orchestra의 음악감독으로 활동했다
2010년 10월 뉴욕 카네기홀에서의 상임 함신익과 KBS 교향악단의 연주는 New York Times로부터 “존경 받을 만한 연주” 라는 평론을 받았다. 영국의 The Financial Times는 "확실한 자부심과 확실한 헌신, 열정과 뛰어난 정교함이 어울린 음악"으로 함신익과 대전시향의 카네기 홀 연주를 평가하였다.
미국 Seattle Times는 "함신익은 생동감 있으면서도 감동적으로 오케스트라를 이끌었다" 순수한 기쁨, 충격적인 음색으로 함신익의 오케스트라는 풍부한 음감, 따뜻한 소리로 웅장하면서도 편한 다양한 소리를 전달하였다" 라고 호평하였다.
스페인 The Basque 신문은 함신익 지휘의 빌바오 오케스트라와의 연주를 "매력적이며, 아름다운 음색, 극적이면서도 정교한 연주" 로 극찬하였다.
함신익은 EU (유럽연맹)가 후원하는 세계 40 개국으로부터 모인 젊은 연주자들로 구성된 Philharmonia of the Nations 의 지휘자로서 이들의 유럽 순회연주를 성공적으로 지휘하였다.
Amsterdam, Avignon, Baltimore, Bangkok, Beijing, Besancon, Bilbao, Boston, Budapest, Chemnitz, Colorado, Detmold, Fort Worth, Geneva, Guangzhou, Herford, Hong Kong, Hartford, Houston, Los Angeles, Malaga, Memphis, Mexico City, Minden, New York, Omaha, Osaka, Philadelphia, Porto Alegre, Prague, Saint Petersburg, Seattle, Seoul, Shanghai, Shenzhen, Teplice, Tokyo, Toronto, Ulaanbaatar, Washington D.C, 그리고 Xalapa 등 에서의 객원지휘등을 통해 지휘자 로서의 이미지를 구축하고 있다.
그는 또, 현대음악에 관심을 기울여 동시대 작곡가의 작품을 초연했으며 한국에 머무를 때면 동서울 FC의 레프트 윙으로서 활약하고 있다.

## 방송
- 2008년 KBS1 《아침마당》
- 2009년 KBS1 《TV는 사랑을 싣고》
- 2021년 MBC 《생방송 행복드림 로또 6/45》- 게스트 989회

## 관련서적
- 예일대 명물교수 함토벤 (김영사)
- 다락방의 베토벤 (김영사)

## 한국경력
| 전임 금난새 1998-1999 | 대전 시립 교향악단 상임 지휘자 2001-2006 | 후임 에드몬 콜로메르 2007-2009 |

| 전임 드미트리 키타옌코 1999-2004 | KBS 교향악단 상임 지휘자 2010-2012 | 후임 요엘 레비 |

|  | Symphony S.O.N.G 상임 지휘자 2014- | 후임 미정 |